# Le-Thanh Ho
Le-Thanh Ho (geboren 29. Januar 1987 in München) ist eine deutsche Musikerin und Schauspielerin mit vietnamesischen Wurzeln.

## Leben
Le-Thanh Hos Eltern kamen in den 1970er Jahren während des Vietnamkriegs nach Deutschland. Ho wuchs in München auf und ging dort zur Schule. Im Alter von 8 Jahren hatte sie für kurze Zeit Klavierunterricht, als Jugendliche gründete sie mit fünf Jungs eine Musikgruppe und wurde Frontfrau einer Ska-Punk-Band. Die Gruppe spielte in und um München und gewann verschiedene Wettbewerbe. Da Ho bereits während ihrer Schulzeit Kolumnen für Zeitungen und Zeitschriften geschrieben hatte, begann sie neben dem Gesang für die Gruppe zu texten, später folgten eigene Kompositionen. Mit einer ihrer Kompositionen bewarb sie sich bei dem Jugendmusicalprojekt System Error, in dessen Ensemble sie aufgenommen wurde und für das sie zwei Titel schrieb.
Ab 2003 absolvierte Le-Thanh Ho eine Ausbildung in verschiedenen künstlerischen Bereichen wie Gesang (Klassik, Jazz und Pop, Chanson), Modern Dance und Camera acting. Am Schauspiel München erhielt Ho von 2008 bis 2011 Schauspielunterricht und schloss ihre Ausbildung mit der Bühnenreifeprüfung ab.
Im Mai 2014 erschien Hos EP  Zellophan, mit Elephant veröffentlichte sie im Juni 2015 ihr Debütalbum, das von der Kritik positiv aufgenommen wurde.
Nach ihrem Bühnendebüt im Musical System Error war Le-Thanh Ho u. a. 2011 im Heppel & Ettlich in dem Stück Wir schaffen uns ab zu sehen. Im Berliner Theaterhaus Mitte spielte sie in der Produktion Schuhe. Vor der Kamera wirkte Ho in einigen Kurzfilmen mit, sowie in Nebenrollen in der ZDF-Serie SOKO Wismar und der Tatort-Episode Vielleicht.
Le-Thanh Ho wurde mit zahlreichen Preisen ausgezeichnet. Sie lebt in Berlin.

## Filmografie (Auswahl)
- 2014: SOKO Wismar – Der Gourmetkoch
- 2014: Tatort – Vielleicht
- 2016–2020: Spotlight (Fernsehserie,  Staffel 1–5)
- 2018: jerks. Staffel 2, Folge 3
- 2019: SOKO Potsdam – Robin Hoods
- 2020, 2022: Die Heiland – Wir sind Anwalt – Unter die Haut, Brandstiftung, Schikane einer alten Dame
- 2020: SOKO Wismar – Kunst und Krempel
- 2021: WIR (Fernsehserie)
- 2025: SOKO Leipzig: Lady Schneider

## Veröffentlichungen
- 2014: Zellophan (EP)
- 2015: Elephant (Album)
- 2017: Staub (Album)
- 2021: Panoptikum (Album)[10]

## Auszeichnungen
- 2007: AZ-Stern für das Musical System Error
- 2013: 2. Platz beim Artliner SingerSongwriter Contest, Berlin
- 2013: Chansonnachwuchspreis „Nachwuchsrabe“
- 2014: Liedempfehlung für Zellophan in der Liederbestenliste für April
- 2014: 3. Förderpreis des Troubadour Chanson & Liederwettbewerbs, Stuttgart
- 2015: Förderpreis für junge Liedermacher der Hanns-Seidel-Stiftung
- 2015: CD des Monats Juni (Elephant) des Magazins Ein Achtel Lorbeerblatt